# Andenoniscus tropicalis
Andenoniscus tropicalis är en kräftdjursart som beskrevs av Albert Vandel 1968. Andenoniscus tropicalis ingår i släktet Andenoniscus och familjen Philosciidae. Inga underarter finns listade i Catalogue of Life.